# 4 квартала
«4 квартала» (нем. «4 Blocks») — немецкий драматический сериал про наркокартель в Нойкёльне, связанный с арабскими преступными кланами. Премьера первого сезона состоялась 8 мая 2017 на немецком платном телеканале TNT Serie. Премьера второго сезона состоялась 11 октября 2018 года, а третьего в ноябре 2019 года. На международном уровне сериал транслируется на Amazon Prime Video. Телесериал получил признание критиков в Германии и получил несколько наград, в том числе премию Grimme-Preis, а также шесть немецких телевизионных премий Deutscher Fernsehpreis.

## Сюжет
История начинается с семьи Хамади, одной из самых влиятельных арабских криминальных семей в Берлине, которая связана с семьёй Аль-Саафи, контролирующей торговлю наркотиками в Берлине.